# 放·逐
《放．逐》為2006年由杜琪峯所執導的香港電影，黃志偉和凌振幫任動作指導。繼《黑社會以和為貴》在康城影展大受好評之後，《放‧逐》亦在威尼斯影展以及多倫多影展贏得口碑。《放‧逐》於2007年亦於美國上映。

## 故事劇情
殺手和決定金盤洗手，與妻兒重返澳門落地生根。但黑幫頭目大飛因曾中過阿和一槍，於是命殺手火及肥佬，要取阿和性命。另一群殺手泰與貓顧念兄弟情，豁出一切也保護阿和。因此，五人決定到謝夫的旅館接一樁刺殺任務，好留一筆錢給阿和的妻兒。就在眾人準備暗殺澳門大佬蛋捲強，大飛出現要一口氣殺掉他們。一連串激戰過後，阿和命喪槍下，餘下的四人既成為大飛及蛋捲強的追殺對象又成為了阿和妻子的殺夫仇人。四人在逃出澳門市鎮的過程中遇上司警陳督察，眾人決定平分黃金並潛逃到內地。火在五人準備潛逃之際，接到大飛的電話，指若未能在指定時間回到酒店便會將阿和的妻兒滅口。四人為了阿和，決定回去與大飛等人再次展開生死槍戰。

## 演員表
| 演員   | 角色             |
| ------ | ---------------- |
| 黃秋生 | 火               |
| 吳鎮宇 | 泰               |
| 任達華 | 大飛             |
| 張家輝 | 江貴和           |
| 張耀揚 | 貓               |
| 林雪   | 肥佬             |
| 何超儀 | 阿靜（阿和妻子） |
| 任賢齊 | 陳督察           |
| 張兆輝 | 謝夫             |
| 林家棟 | 蛋捲強           |
| 陳雅倫 | 黑市醫生助手     |
| 譚炳文 | 吉祥叔           |
| 許紹雄 | 台山佬           |

## 影展、提名與獎項
影展2006
- 威尼斯影展
- 多倫多影展

### 提名與獎項
| 頒獎典禮                   | 獎項             | 名字             | 結果 |
| -------------------------- | ---------------- | ---------------- | ---- |
| 第63屆威尼斯國際影展       | 金獅獎           | 放·逐            | 提名 |
| 第43屆金馬獎               | 最佳劇情片       | 放·逐            | 提名 |
| 第43屆金馬獎               | 最佳導演         | 杜琪峯           | 提名 |
| 第43屆金馬獎               | 最佳剪輯         | David Richardson | 提名 |
| 第43屆金馬獎               | 最佳動作設計     | 凌振幫、黃志偉   | 獲獎 |
| 第43屆金馬獎               | 觀眾票選最佳影片 | 放·逐            | 獲獎 |
| 第13屆香港電影評論學會大獎 | 最佳電影         | 放·逐            | 提名 |
| 第13屆香港電影評論學會大獎 | 最佳導演         | 杜琪峯           | 獲獎 |
| 第13屆香港電影評論學會大獎 | 最佳男演員       | 黃秋生           | 提名 |
| 第13屆香港電影評論學會大獎 | 推薦電影         | 放·逐            | 獲獎 |
| 第1屆亞洲電影大獎          | 最佳電影         | 放·逐            | 提名 |
| 第1屆亞洲電影大獎          | 最佳導演         | 杜琪峯           | 提名 |
| 第26屆香港電影金像獎       | 最佳電影         | 放·逐            | 提名 |
| 第26屆香港電影金像獎       | 最佳導演         | 杜琪峯           | 提名 |
| 第26屆香港電影金像獎       | 最佳攝影         | 鄭兆強           | 提名 |
| 第26屆香港電影金像獎       | 最佳剪接         | David Richardson | 提名 |
| 第12屆香港電影金紫荊獎     | 最佳影片         | 放·逐            | 獲獎 |
| 第12屆香港電影金紫荊獎     | 最佳導演         | 杜琪峯           | 獲獎 |
| 第12屆香港電影金紫荊獎     | 最佳攝影         | 鄭兆強           | 提名 |

## 播放時間
| 香港 ViuTV 星期六 00:30－03:00 節目       | 香港 ViuTV 星期六 00:30－03:00 節目 | 香港 ViuTV 星期六 00:30－03:00 節目 |
| ----------------------------------------- | ----------------------------------- | ----------------------------------- |
|                                           | （2022年1月9日）                    |                                     |
| Good Night Show 廣告女皇 （2022年1月9日） | 今晚瞓酒店 （2022年1月9日）         |                                     |

## 外部連結
- Yahoo奇摩電影上《放．逐》的資料（繁體中文）
- 開眼電影網上《放．逐》的資料（繁體中文）
- 豆瓣电影上《放．逐》的資料 （简体中文）
- 时光网上《放．逐》的資料（简体中文）
- AllMovie上《放．逐》的资料（英文）
- 爛番茄上《放．逐》的資料（英文）
- 香港影庫上《放．逐》的資料（繁體中文）
- 互联网电影数据库（IMDb）上《放．逐》的资料（英文）